# A&Vフェスタ
A&Vフェスタ（AアンドVフェスタ、A&V Festa）は、映像機器および音響機器のコンシューマー向け展示会である。主催者は社団法人の日本オーディオ協会で、2003年から2009年まで年1回のペースで開催されていた。

## 概要
かつて行われていた日本国内の最大級のオーディオイベントであった「（全日本）オーディオフェア」を原点としている。
出展メーカーごとに分かれたブースにおいて機器の展示を行う。また、メーカー技術者やオーディオ評論家によるセミナー、スピーカーの製作体験、自作オーディオの展示、各界有名人を招いてのトークショーなどのイベントも同時に開催される。

## 歴史
初回1952年から2001年度までは、来場者の増減に合わせるかたちで東京都立電気研究所～科学技術館～TOCビル～東京国際見本市会場～サンシャインシティ～東京国際展示場の順に開催地が移っている。オーディオがブームになった当時は晴海の広大な会場が人で埋まるほどの盛況であった。
- 全日本オーディオフェア
  - 1952年10月4日に日本オーディオ学会（翌年に日本オーディオ協会に改称）が創立され、同年12月4日に第1回「全日本オーディオフェア」が有楽町の東京都立電気研究所（現・東京都立産業技術研究所）で開催される。以降、1990年の第39回まで毎年開催される。
- オーディオフェア
  - 展示会の名称を「オーディオフェア」に改め、1991年の第40回から1997年の第46回まで毎年開催される。1992年、日本オーディオ協会が社団法人となる。
- オーディオエキスポ
  - 展示会の名称を「オーディオエキスポ」に改め、1998年の第47回から2001年の第50回まで毎秋開催されるが、1990年代以降のブーム終焉とともに来場者・出展者が減少の一途を辿り、2001年を最後に休止となる。
- A&Vフェスタ
  - 会場をパシフィコ横浜に移し、名称も「A&Vフェスタ」に改め、2003年から2009年まで年1回のペースで開催された。
- オーディオ＆ホームシアター展TOKYO
  - 会場を秋葉原に移し、名称もオーディオ＆ホームシアター展TOKYO（音展）に改め、2009年11月から2012年まで年1回のペースで開催されていた。しかし、会場がUDXと富士ソフトに分かれていたため、会場を統合するために2013年10月からお台場で開催されるようになった[1]。2016年は会期を秋から春に移動することになったため、代替として2016年10月に「JAS・音のサロン＆カンファレンス」が開催された[2]。2017年から会場を東京国際フォーラムに移転して、会期も5月に変更された[3]。2018年と2019年は6月に開催された[4][5]。

## 過去の開催一覧
| 開催回（通算） | 開催年月日                         | 入場料         | 開催地         |
| -------------- | ---------------------------------- | -------------- | -------------- |
| 1(51)          | 2003年10月23日（木）から26日（日） | 1000円（一般） | パシフィコ横浜 |
| 2(52)          | 2004年9月22日（水）から24日（金）  | 無料           | パシフィコ横浜 |
| 3(53)          | 2005年9月22日（水）から25日（土）  | 無料           | パシフィコ横浜 |
| 4(54)          | 2006年9月21日（木）から24日（日）  | 無料           | パシフィコ横浜 |
| 5(55)          | 2008年2月23日（土）から25日（月）  | 無料           | パシフィコ横浜 |
| 6(56)          | 2009年2月21日（土）から23日（月）  | 無料           | パシフィコ横浜 |